# Винокурова, Юлия
Ю́лия Виноку́рова (род. 17 июня 1972) — российская легкоатлетка, специалистка по бегу на средние и длинные дистанции, стипльчезу и марафону. Выступала на профессиональном уровне в 1998—2017 годах, многократная победительница первенств всероссийского значения, призёрка ряда крупных международных стартов на шоссе, участница чемпионата Европы в помещении в Бирмингеме. Представляла Пензенскую область. Мастер спорта России международного класса.

## Биография
Юлия Винокурова родилась 17 июня 1972 года.
Впервые заявила о себе в сезоне 1998 года, выступив на зимнем и летнем чемпионатах России в Москве.
В 1999 году в беге на 1500 метров стала седьмой на зимнем чемпионате России в Москве и восьмой на летнем чемпионате России в Туле.
В 2000 году на зимнем чемпионате России в Волгограде финишировала четвёртой на дистанции 1500 метров и завоевала бронзовую награду на дистанции 3000 метров.
В 2001 году взяла бронзу в дисциплине 5000 метров на Мемориале братьев Знаменских в Туле и получила серебро в беге на 3000 метров с препятствиями на Мемориале Куца в Москве. Начиная с этого сезона активно принимала участие в различных коммерческих стартах на шоссе в Европе, преимущественно во Франции.
В 2002 году помимо прочего выиграла серебряную медаль в стипльчезе на зимнем чемпионате России в Волгограде, стала пятой на летнем чемпионате России в Чебоксарах.
В 2003 году в беге на 3000 метров с препятствиями стала бронзовой призёркой на зимнем чемпионате России в Москве.
В 2004 году с результатом 2:33:57 одержала победу на Гутенбергском марафоне в Майнце, тогда как на Франкфуртском марафоне пришла к финишу третьей и установила личный рекорд — 2:32:29.
В 2005 году была третьей на марафоне в Эссене и на полумарафоне в Гётеборге, выиграла полумарафон в Вене.
В 2006 году финишировала третьей на Хьюстонском марафоне и на Дублинском марафоне.
В 2007 году в беге на 3000 метров выиграла серебряную медаль на зимнем чемпионате России в Волгограде. Благодаря этому успешному выступлению вошла в основной состав российской сборной и удостоилась права защищать честь страны на чемпионате Европы в помещении в Бирмингеме — в 3000-метровой дисциплине показала результат 9:07.03, расположившись в итоговом протоколе соревнований на девятой строке. Также в этом сезоне стала седьмой на чемпионате России по бегу на 10 000 метров в Жуковском и четвёртой в дисциплине 5000 метров на летнем чемпионате России в Туле.
В 2008 году финишировала третьей на Хьюстонском марафоне, победила на Кубке губернатора в Самаре.
В 2009 году была шестой на Дулутском марафоне, пятой на Подгорицком марафоне, девятой на марафоне в Ла-Рошель.
В 2010 году среди прочего показала третий результат на Краковском марафоне.
В 2011 году выиграла марафон в Орлеане.
В 2012 году превзошла всех соперниц на Женевском марафоне и на марафоне в Валь-де-Рёй.